# Будин, Пер-Арне
Пер-Арне Будин (швед. Per-Arne Bodin, 14 мая 1949, Ботео, что в коммуне Соллефтео) — шведский языковед, литературовед, славист, писатель и переводчик.

## Биографические данные
В 1976 году Пер-Арне Будин окончил Стокгольмский университет. В 2000 году возглавил отдел славистики в этом университете. Преподает русскую, польскую литературу и историю украинской культуры. В 2001-м он получил звание профессора. Пер-Арне Будин — почетный доктор религии в Упсальском университете. Он член Общества Натана Седерблума, а с 2003 года стал его председателем. В 2004 и 2006 году Будин вступил, соответственно, в общества «Pro Fide et Christianismo» и Шведскую королевскую академию словесности.
Живёт и работает в Стокгольме. Женат на Ингер Хелене Будин (1968). У супругов есть две дочери — Ингрид Мария Будин (1997) и Катарина Будин.
Области научных интересов Пера-Агне Будина — это литература славянских народов, славянские языки, история, политика и украинистика. Ученый исследовал период модернизма в русской литературе (прежде всего творчество Осипа Мандельштама и Бориса Пастернака) и их связь с христианскими, особенно же православными традициями, которая сказывается в их воздействиях на полемичность, подтекст и поэтику. Ученого интересовала связь между изящной словесностью и иконописью, между изящной словесностью и религиозными песенными текстами. В польской литературе он интересовался прежде всего творчеством Збигнева Херберта, Виславы Шимборской и Чеслава Милоша относительно польских культурных традиций.
В 2010-х годах Будин изучал творчество современных российских консервативных писателей и их языковые утопии. Также выяснял, как меняются стереотипы в постмодернистской русской культуре. В круг его научных интересов относятся темы терроризма в русской литературе (особенно в поэзии) с XIX века до наших дней и вопрос о взаимосвязи изящной словесности и насилия. Ученый пишет научно-популярные произведения и эссе. В 2002—2016 гг. он регулярно публиковал статьи на литературную, историческую и политическую тематику в газете «Свенска дагбладет». В 1983—1996 годах Будин переводил беллетристику с русского, польского, украинского и болгарского языков. Эти переводы вышли в свет семью книгами.
Из украинской литературы Арне Будин перевел поэзии Ивана Драча и Лины Костенко. В 1987 году издал эти сочинения сборником «Украинские кони над Парижем» («Ukrainska hästar över Paris») с обстоятельным предисловием «Украина и украинская культура».
Будин известен и как публицист. Кроме статей и трудов об украинской литературе в периодических изданиях, он выступил с полемическим трудом «Миф и действительность. Про Россию, Украину и Беларусь» («Myt och verklighet. Om Ryssland, Ukraina och Vitryssland»), опубликованном в 1998 году в журнале «Международные исследования» («Internationella studier»). Свои взгляды на украинский язык и его месте в обществе ученый изложил в статье «Думай по-украински!» («Tänk på ukrainska!»), опубликованной в 2009 году в журнале «Исследования и прогресс» («Forskning & framsteg»). В том же журнале Пер-Арне Будин выразил свое критическое отношение к российской власти во второй половине 2010-х годов, поместив статью «Путин хочет украсть викинга: сейчас российскую историю переписывают заново» («Putin vill stjäla en viking: nu skrivs Rysslands historia om på nytt…»).

## Произведения

### Научные труды и эссе
- «Nine Poems from Doktor Živago: A Study of Christian Motifs in Boris Pasternak’s Poetry», avhandling, Stockholm, 1976, 160 sidor.
- «Världen som ikon: Åtta föredrag om den ryskortodoxa andliga traditionen», Artos bokförlag, Skellefteå, 1988 (ny reviderad upplaga 2016), 121 sidor.
- «Den oväntade glädjen: Sju studier i den ryskortodoxa andliga traditionen», Artos bokförlag, Skellefteå, 1991, 176 sidor.
- «Ryssland och Europa: En kulturhistorisk studie», Natur och Kultur, Stockholm, 1993 (ny upplaga 2006, 2016), 153 sidor.
- «„Ur djupen ropar jag“: Kyrka och teologi i 1900-talets Ryssland», Kyrkans forskningsråd, Uppsala, 1993, 150 sidor.
- «Myt och verklighet: om rysk, ukrainsk och vitrysk identitet», 1998. Ingår i: Internationella studier. — 0020-952X. ; 1998():3, s. 51-65
- «Ryssland: Idéer och identiteter», Artos bokförlag, Skellefteå, 2000, 214 sidor.
- «Kyssen i Ryssland och andra essäer om rysk litteratur och kultur», Artos bokförlag, Skellefteå, 2002, 222 sidor.
- «Det ofattbara undret: Maria, Guds moder i ortodox tradition» (med Ulf Abel, Folke Sandgren), Artos bokförlag, Skellefteå, 2003, 95 sidor.
- «Studia nad polska literaturą współczesną», Warszawa, 2003, 122 sidor.
- «Historien och evigheten: Essäer om Ryssland», Artos bokförlag, Skellefteå, 2005, 288 sidor.
- «Eternity and Time: Studies in Russian Literature and the Orthodox Tradition», Stockholms universitet, Stockholm, 2007, 260 sidor.
- «Skruden och nakenheten: essäer om Ryssland», Artos & Norma, Skellefteå 2009, 233 sidor.
- «Ryssland: politik, och samhälle ekonomi» (med Svante Cornell, Anders Fogelklou, Joanna Kurosz, Anna Jonsson), SNS Förlag, 2017, 328 sidor.
- «Language, Canonization and Holy Foolishness. Studies in Postsoviet Russian Culture and the Orthodox Tradition» (= Stockholm Slavic Studies, 38). Stockholm, 2009, 322 sidor.
- «Tänk på ukrainska!». Forskning & framsteg (nr. 4): sid. 51-55. Publicerad: 2009-04-19
- «Terrorismens diskurser [Elektronisk resurs] Om bombdåden i Moskvas tunnelbana i mars 2010», 2012. Ingår i: Slovo. — 0348-744X.; 53, 29-44
- «Power and Legitimacy — Challenges from Russia» (med Stefan Hedlund, Elena Namli), Routledge, 2012, 191 sidor.
- «Från Bysans till Putin: historier om Ryssland», Norma, Skellefteå, 2016, 286 sidor.
- «Putin vill stjäla en viking: nu skrivs Rysslands historia om på nytt…» Ingår i: och Forskning framsteg. — 0015-7937; 2017(52):4, s. 48-53.
- «Religionen tur och retur» (med Jenny Björkman, Arne Jarrick, Liselotte Frisk, Eva Hellman), Förlag Makadam, 2017, 191 sidor.
- «Post Soviet Politics Of Utopia: Language Fiction and Fantasy in Modern Russia», I B Tauris & Co Ltd, 2018

### Переводы
- Zbigniew Herbert. «Herr Cogito»: «Pan Cogito» (originaltitel), från polska. Fripress, Bromma, 1983, 77 sidor.
- Arsenij Tarkovskij. «En klase syrener: dikter», från ryska. Arbetarkultur, Stockholm, 1987, 56 sidor.
- Ivan Dratj och Lina Kostenko. «Ukrainska hästar över Paris»: «Украинские кони над Парижем» (originaltitel), från ukrainska. Arbetarkultur, Stockholm, 1987, 72 sidor.
- Jerzy Ficowski. «Att läsa i aska: dikter»: «Odczytanie popiołów» (originaltitel), (med Rita och Erik Tornborg), från polska. Bonnier, Stockholm, 1987, 54 sidor.
- «Canticles» [Musiktryck]: op. 56: 1-3, 1981 / Eskil Hemberg; från bulgariska. Nordiska musikförlaget, Stockholm, 1992, 40 sidor.
- «Kristus är uppstånden: ortodoxa hymner för stora fastan och påsken». (med Folke Sandgren; ikonkommentarer av Ulf Abel), Artos bokförlag, Skellefteå, 1998, 60 sidor.
- Wisława Szymborska. «Aldrig två gånger: valda dikter» (med Roger Fjellström), från polska. Ordström, Nordingrå, 1996, 96 sidor.